# Коротков, Юрий Марксович
Ю́рий Ма́рксович Коротко́в (10 июня 1955, Печора, Коми АССР — 4 апреля 2025) — советский и российский писатель и киносценарист.

## Биография
Родился 10 июня 1955 года в Печоре.
В 1980 году окончил Литературный институт им. А. М. Горького, где его наставником был Лев Ошанин, затем — Высшие курсы сценаристов и режиссёров (мастерская С. Лунгина), где он учился у В. Фрида. Печатался в различных журналах: «Простор», «Юность», «Литературная учёба», «Костер», «Парус» и др.
В 1988 году по его сценариям были сняты два фильма — «Абориген» и «Публикация». Затем последовали драма «Авария — дочь мента» (1989) и приключенческая картина «Волкодав» (1991). В 1990 году по сценарию Юрия Короткова, Валерия Фрида и Джеймса Брабазона режиссёр А. Митта поставил фильм «Затерянный в Сибири», номинировавшийся на «Золотой глобус» и «Нику». Среди других фильмов по киноповестям Короткова: «Американка», «Дикая любовь», «Женская собственность», «Кармен», «Попса». Как соавтор сценария он также участвовал в создании картин «Страна глухих», «Ехали два шофёра». В 1992 году по своему сценарию «Виллисы» он поставил картину «Танцующие призраки».
За сценарий «В ритме бугги» к фильму «Стиляги» удостоен кинопремии «Золотой орёл» за 2009 год.
Вёл сценарную мастерскую в Академии коммуникаций Wordshop.
Несколько лет являлся членом Правления Гильдии кинодраматургов Союза кинематографистов России.
Скончался 4 апреля 2025 года на 70-м году жизни. Похоронен на Химкинском кладбище.

## Фильмография

### Сценарист
- 1988 — Абориген
- 1988 — Публикация
- 1989 — Авария — дочь мента
- 1991 — Волкодав
- 1991 — Затерянный в Сибири
- 1992 — Танцующие призраки
- 1993 — Дикая любовь
- 1997 — Американка
- 1998 — Женская собственность
- 1998 — Сибирский спас
- 1998 — Страна глухих
- 2001 — Мусорщик
- 2001 — Ехали два шофёра
- 2002 — Виллисы (повесть)
- 2003 — Медовый месяц
- 2003 — Кармен
- 2005 — 9 рота
- 2005 — Попса
- 2005 — Небесная жизнь
- 2005 — Охотники за иконами (повесть)
- 2005 — От 180 и выше
- 2008 — Последний забой
- 2008 — Стиляги
- 2010 — Побег (главный автор)
- 2010 — Ангелы
- 2011 — Любовь-морковь 3
- 2011 — Пять невест
- 2011 — Моя безумная семья!
- 2012 — Стальная бабочка
- 2012 — ЧС. Чрезвычайная ситуация
- 2013 — Истребители
- 2013 — Однажды
- 2014 — Поддубный
- 2014 — Охотники за головами (идея)
- 2015 — А зори здесь тихие
- 2015 — Невидимки
- 2016 — Чистое искусство
- 2017 — Приключения чокнутого профессора
- 2017 — Волшебники

### Режиссёр
- 1992 — Танцующие призраки

### Актёр
- 1989 — Авария — дочь мента — эпизод

## Награды
- 2014 — Медаль ордена «За заслуги перед Отечеством» II степени — за большие заслуги в развитии отечественной культуры, телерадиовещания, печати, связи и многолетнюю плодотворную деятельность[7]
- 1998 — кинофестиваль российских фильмов в Онфлёре — приз за лучший сценарий («Страна глухих»)
- 2006 — кинофестиваль «Окно в Европу» в Выборге — приз за лучший сценарий («Последний забой»)
- 2006 — номинация на премию «Золотой орёл» за лучший сценарий («9 рота»)
- 2010 — премия «Золотой орёл» за лучший сценарий («Стиляги»)